# Trinity, Texas
Trinity är en stad i Trinity County i den amerikanska delstaten Texas med en yta av 9,8 km² och en folkmängd som uppgår till 2 721 invånare (2000). Trinity var administrativ huvudort i Trinity County 1873–1874 och fick stadsrättigheter år 1910. Orten hette först Trinity Station, sedan Trinity City, varefter namnet förkortades till Trinity.

## Kända personer från Trinity
- Charles Nesbitt Wilson, politiker